# غوستاف ريس
غوستاف ريس (بالإنجليزية: Gustave Reese)‏ هو مدرس أمريكي، ولد في 29 نوفمبر 1899 في نيويورك في الولايات المتحدة، وتوفي في 7 سبتمبر 1977 في بيركيلي في الولايات المتحدة.